# Марія Лялькова
Марія Лялькова (чеськ. Marie Ljalková), до шлюбу Петрушакова (чеськ. Petrušáková), після другого шлюбу Ластовецька (чеськ. Lastovecká; 3 грудня 1920 — 7 листопада 2011) — чеська снайперка, учасниця Другої світової війни. Полковник.

## Біографія
Народилася 3 грудня 1920 року в місті Городенка (нині в Івано-Франківській області) в родині волинських чехів. У 12 років втратила батьків, і її до себе забрала рідна тітка. Пізніше Марія перебралася до Станіславова (нині Івано-Франківськ), де навчалася в технічному училищі. Після нападу Німеччини на СРСР була евакуйована в місто Бузулук, розташоване в Оренбурзькій області, де формувався 1-й чехословацький окремий піхотний батальйон РСЧА. 1 березня 1942 року, пройшовши медичні курси і основну військову підготовку, була прийнята до лав військовослужбовців цього підрозділу. Потім пройшла курси снайперів.
Бойове хрещення відбулося в березні 1943 року, в битві при Соколове. У тій битві Петрушакова з власної рушниці СВТ-40 вбила п'ятьох німецьких солдатів (в тому числі одного кулеметника), при цьому лежажи на кризі. Тільки вночі її, примерзлу до льоду, знайшли чехословацькі солдати. Марія брала участь також у боях за визволення Лівобережної і Правобережної України, в ході яких убила не менше 30 німецьких солдатів і офіцерів. В якості головної медсестри 1-го Чехословацького танкового батальйону брала участь в боях за визволення Чехословаччини. У боях при Дукельському перевалі під час Східно-Карпатської операції (вересень 1944 року) вибух артилерійського снаряда зламав їй хребет, а півсантиметровий осколок потрапив у голову, але Марії вдалося вижити.
Після війни одружилася з Михайлом Ляльковом. Незабаром поїхала до Чехословаччини і одружилася з Вацлавом Ластовецьким, змінивши прізвище. Полковник Лялькова працювала у військових госпіталях в Празі і Оломоуці, потім проживала в Брно. З початку 1960-х і до кінця 1990-х років працювала екскурсоводкою в Брно, завдяки відмінному знанню російської мови стала найбажанішим екскурсоводом для туристів з країн колишнього СРСР. Належала до Чехословацької легіонерської спільноти (групи ветеранів Другої світової війни), виступала покровителькою цілого ряду спортивних, культурних і громадських заходів в Південній Моравії, читала лекції в школах, займалася роботою з дітьми.
За подвиги у Німецько-радянській війні була нагороджена Орденом Червоної Зірки, також була нагороджена Чехословацьким військовим хрестом. 28 жовтня 2010 року нагороджена за особливі заслуги перед Чехією Орденом Білого лева II ступеня, прийнявши цю нагороду разом з Мікулашем Кончіцкім (своїм близьким другом) особисто від президента Чехії Вацлава Клауса.
Померла 7 листопада 2011 року в Брно. Про її смерть повідомив керівник Чеської легіонерської спільноти Мілан Ржепка.

## Нагороди і звання
Радянські державні нагороди:
- Орден Червоної Зірки

Чехословацькі державні нагороди:
- Воєнний хрест
- Орден Білого лева (Чехія, 2010)
- Соколовська пам'ятна медаль (1948)

## Оцінка і думки
|                                 | Майстром влучної стрільби, знаменитим снайпером стала Марія Лялькова, дівчина з 1-го Чехословацького батальйону ... У перших рядах наступаючих воїнів йшла вона - чудовий снайпер, що не знає промаху. Час від часу вона зупинялася, швидко прицілювалась і стріляла. Міцна рука молодої жінки, керована гарячим, мужнім серцем, помстилася за убитих і поранених. |
| — президент ЧССР Людвік Свобода | |

|                                                                         | У свої 91 вона ще була здатна не тільки приймати енергію, а й роздавати її всім навколо. Вона була просто як сонце. |
| — перший заступник голови Чеської легіонерської спільноти Їндржих Сітта | |

## Примітка
1. 1 2  Encyklopedie dějin města Brna — 2004.
2. 1 2  Чеська національна авторитетна база даних
3. ↑  http://www.mocr.army.cz/informacni-servis/zpravodajstvi/zemrela-valecna-veteranka-a-nejznamejsi-ceska-snajperka-marie-lastovecka-62161/
4. 1 2 3 4 5 6 7 8 9 10 11 12 13  Катерина Прокофьева (10 ноября 2011). Умерла Мария Лялькова-Ластовецка — самый знаменитый чешский снайпер. Радио Прага. Архів оригіналу за 4 березня 2016. Процитовано 17 липня 2014.
5. 1 2 3 4 5 6 7 8  Каглян Олександр (7.05.2011). Марія Лялькова — жінка-снайпер із Городенки (укр.). Діловий сайт Городенка і Городенківський район. Архів оригіналу за 4 березня 2016. Процитовано 17 липня 2014.
6. 1 2 3 4  Anna Brandejská (9. listopadu 2011). Zemřela slavná česká válečná snajperka Marie Ljalková-Lastovecká (чес.). iDNES.cz. Архів оригіналу за 29 серпня 2017. Процитовано 17 липня 2014.
7. 1 2  Seznam osobností vyznamenaných při příležitosti 28. října 2010 (чес.). Novinky.cz. 28. října 2010. Архів оригіналу за 10 квітня 2015. Процитовано 17 липня 2014.
8. ↑  Ivan Holas (9. listopadu 2011). V Brně zemřela válečná veteránka bitvy u Sokolova. Český rozhlas. Архів оригіналу за 15 січня 2012. Процитовано 17 липня 2014.
9. ↑  Свобода Л. Батальон - 6. Контрудар // От Бузулука до Праги = z buzuluku do prahy / Авторизованный перевод с чешского. Переводчики Грачев С. И. и Петров Ф. П. — Воениздат, 1963. — 408 с. — 15 000 прим.
Свобода Л. Батальон - 6. Контрудар // От Бузулука до Праги = z buzuluku do prahy / Авторизованный перевод с чешского. Переводчики Грачев С. И. и Петров Ф. П. — Воениздат, 1963. — 408 с. — 15 000 прим.